# Olympische Jugend-Sommerspiele 2010/Teilnehmer (Demokratische Republik Kongo)
| Gelbes Symbol für Goldmedaillen mit stilisierten Olympischen Ringen | Graues Symbol für Silbermedaillen mit stilisierten Olympischen Ringen | Braundes Symbol für Bronzemedaillen mit stilisierten Olympischen Ringen |
| ------------------------------------------------------------------- | --------------------------------------------------------------------- | ----------------------------------------------------------------------- |
| —                                                                   | —                                                                     | —                                                                       |

Die Jugend-Olympiamannschaft der Demokratischen Republik Kongo für die I. Olympischen Jugend-Sommerspiele vom 14. bis 26. August 2010 in Singapur bestand aus 16 Athleten.

## Athleten nach Sportarten

### Fechten
Mädchen
- Gracia Makwanya Nyabileke
Säbel Einzel: 13. Platz

### Judo
Jungen
- Daryl Lokuku Ngambomo
Klasse bis 81 kg: 9. Platz
Miyed: Gold  (im Team Essen)

### Leichtathletik
Jungen
- Yorghena Embole Mokulu
400 m: 22. Platz

### Taekwondo
Mädchen
- Sephora Baelenge
Klasse bis 63 kg: 5. Platz

### Volleyball
Jungen
- 6. Platz
- Djo Inginda
- Maxime Kazadi
- Patrick Tshibangu
- Ousman Badiya
- Salva Mbuyi Banza
- Patrick Misano
- Francis Mujani
- Faustin Shesha Masako
- Tshitshi Tshidende
- Guelord Kadima
- Magloire Mayaula Nzeza
- Darby Misiyo Ango